# 1962 في تنزانيا
فيما يلي قوائم الأحداث التي وقعت خلال عام 1962 في تنزانيا.

## سياسة

### انتهاء فترة المنصب
- 22 يناير – جوليوس نيريري رئيس وزراء تنزانيا.

## مواليد

### يناير
- 1 يناير – عبد الرحيم غرين

### مايو
- 17 مايو – ألان جونستون صحفي بريطاني.

## وفيات

### يونيو
- 20 يونيو – شعبان روبرت (مواليد 1909) كاتب تنزاني.